# La Fille d'Arizona
La Fille d'Arizona  (titre original : The Girl from Arizona) est un film muet américain réalisé par Joseph A. Golden et Theodore Wharton, sorti en 1910.

## Fiche technique
- Titre original : The Girl from Arizona
- Titre français : La Fille d'Arizona
- Réalisation : Joseph A. Golden, Theodore Wharton
- Scénario : Hal Reid, d'après son histoire
- Production : Theodore Wharton
- Date de sortie :  États-Unis : 16 mars 1910

## Distribution
- Octavia Handworth
- Charles Penn
- Hal Reid
- Red Wing